# Europees commissaris

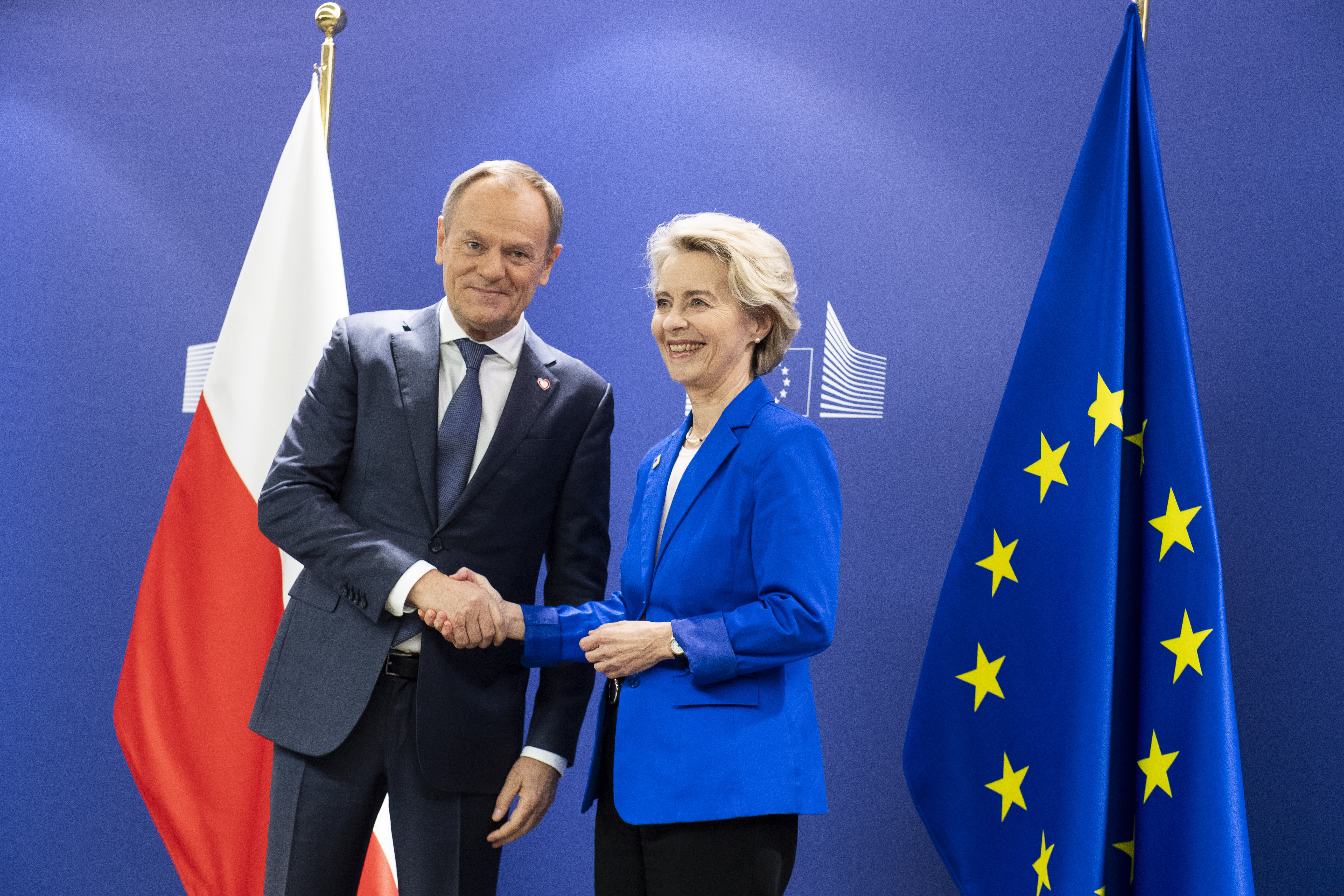
Voorzittend Europees Commissaris Ursula von der Leyen met oud commissaris Donald Tusk, 2023

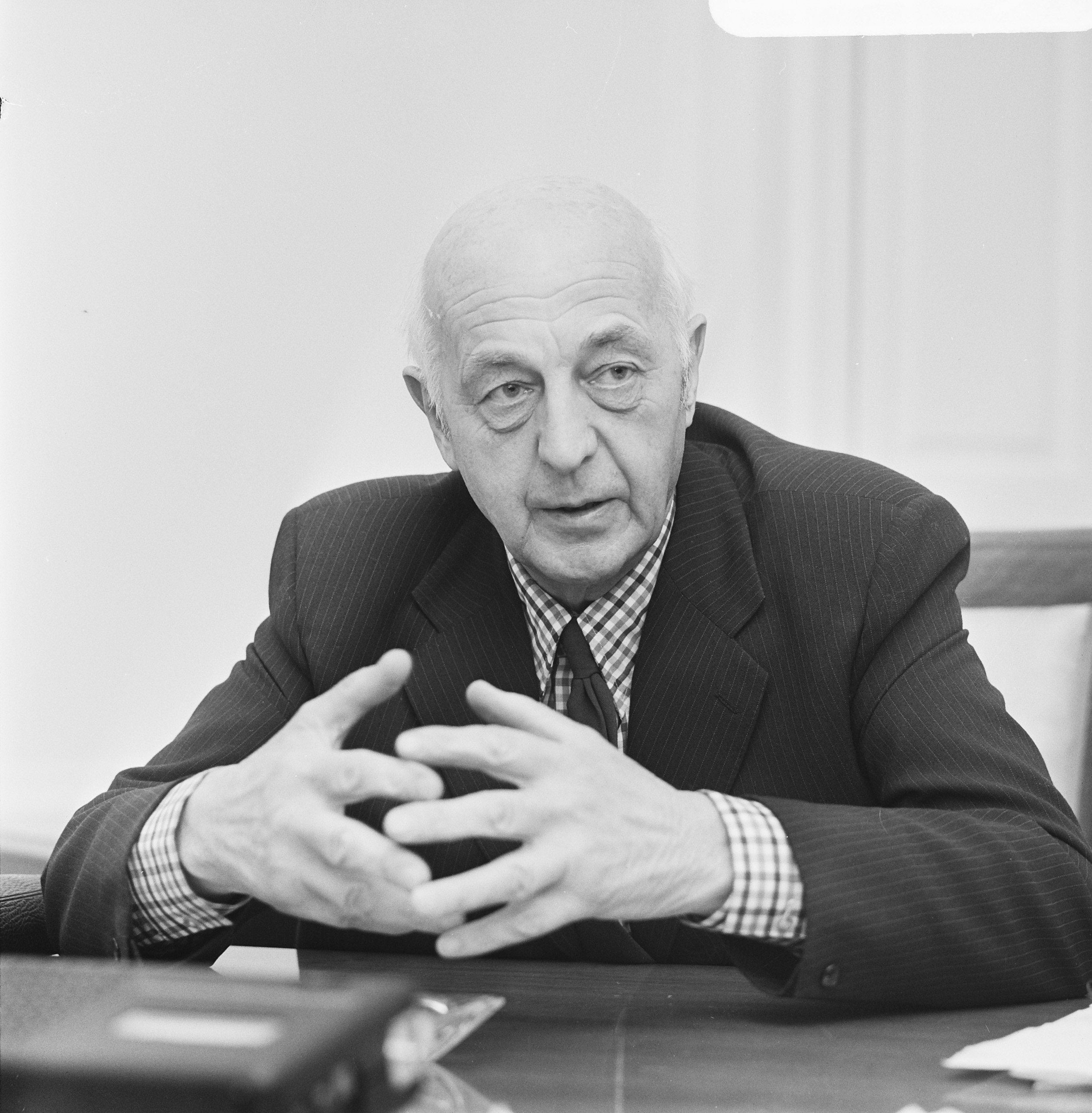
Sicco Mansholt, 15 jaar Europees Commissaris (1958-1973), 9 maanden voorzitter (1972-1973)

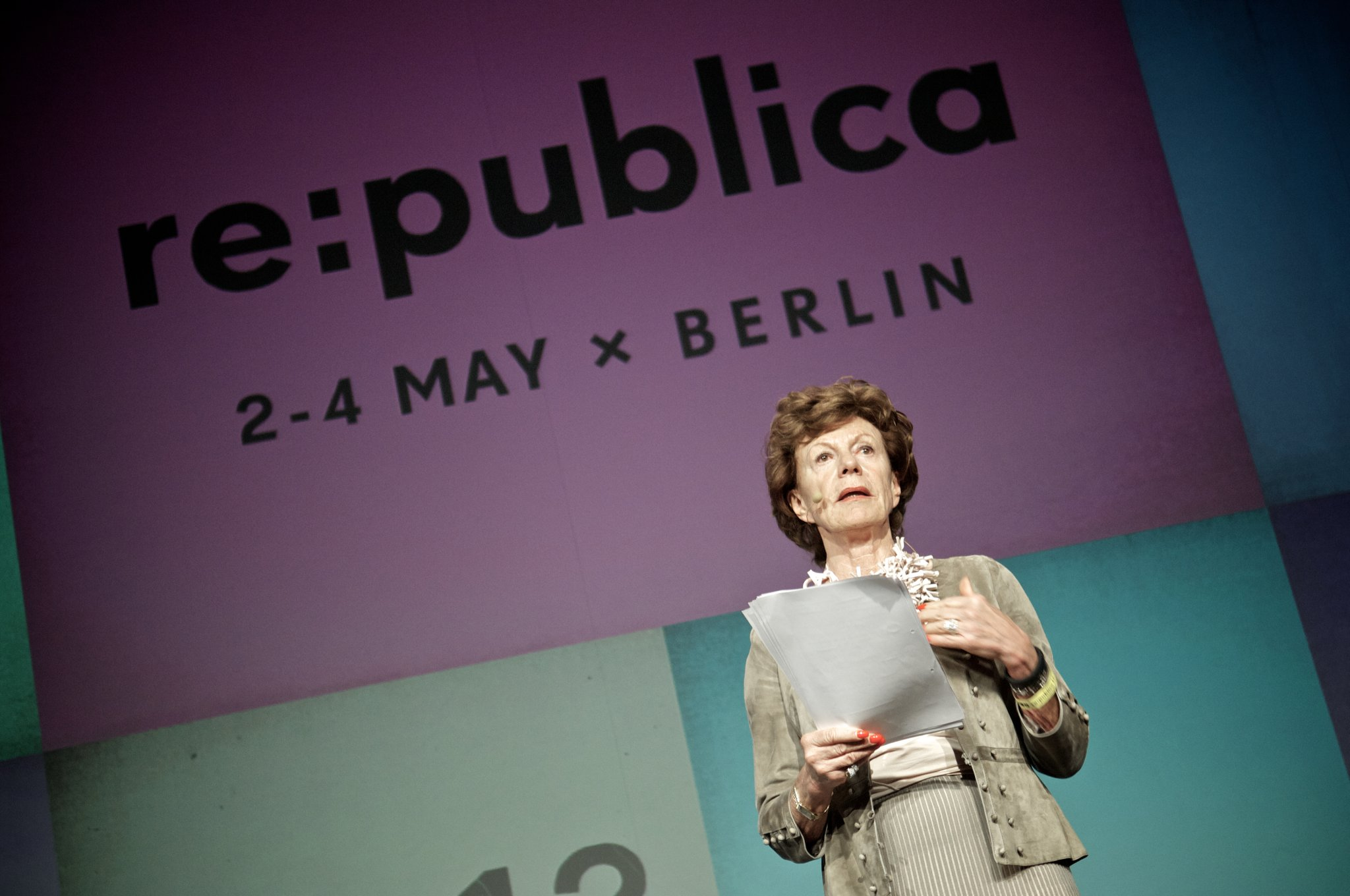
Nederlands politica Neelie Kroes was tien jaar Europees Commissaris en vijf jaar vicevoorzitter van de Commissie. Voorganger was Frits Bolkestein, navolger in 2014 was Frans Timmermans.

Een Europees commissaris of Eurocommissaris is een lid van de Europese Commissie, een belangrijk uitvoerend orgaan binnen de Europese Unie. De Commissie telt 27 leden, een van hen is voorzitter van de Commissie en naamgever van de betreffende Commissie. De commissieleden worden gekozen door het Europees Parlement, ze kunnen ook door dit parlement worden ontslagen. De normale zittingsduur is vijf jaar.
Elke Europees commissaris heeft een eigen portefeuille en elke lidstaat van de Europese Unie is in de Europese Commissie vertegenwoordigd. Voorzitter van de Commissie is Ursula von der Leyen, de Nederlandse eurocommissaris is Wopke Hoekstra, sinds het voortijdig vertrek van Frans Timmermans. De Belgische eurocommissaris is Hadja Lahbib.
Langstzittend Nederlands Commissaris was Sicco Mansholt, die in de aanvangsjaren van de Europese Economische Gemeenschap het gemeenschappelijk landbouwbeleid van de toendertijd zes lidstaten vormgaf, hij was van beroep boer geweest. Hij kwam in de eerste Europese Commissie en was ook negen maanden voorzitter. Onder zijn bestuurskracht groeide landbouw uit tot een van de belangrijkste beleidsterreinen van de EEG, een van de organisaties die in 1992 zijn opgegaan in de Europese Unie. Daarmee zette hij deze toen nieuwe internationale organisatie op de internationale kaart.
Een andere Nederlandse Commissaris, Frits Bolkestein, droeg er van 1999 tot 2004 toe bij dat de interne grenzen werden geopend, de betreffende Dienstenrichtlijn kwam internationaal bekend te staan als Bolkesteinrichtlijn.

## Beleidsterreinen
Belangrijkste beleidsterreinen van de Europese Commissie voor de periode 2019-2024 zijn:
- Overschakelen op een moderne, hulpbronnenefficiënte economie: de Europese Green Deal
- Burgers toegang geven tot de nieuwste digitale technologie: de Digitale Agenda
- Een economie die werkt voor de mensen
- Een sterker Europa in de wereld
- Bevordering van de Europese levenswijze
- Meer inspraak voor de burgers en bescherming tegen inmenging van buitenaf, zoals desinformatie en online-haatpropaganda.

## Regels
Regels voor de bevoegdheden, rechten en verplichtingen van de Europese Commssie en haar leden zijn neergelegd in verschillende verdragen die zijn gesloten door de landen die samenwerken in de Europese Unie en de voorgaande organisaties. De Europese Unie is gebaseerd op het principe van de rechtsstaat en alle maatregelen die een Europees commissaris treft, zijn gebaseerd op verdragen die door alle EU-landen op democratische wijze zijn goedgekeurd. Belangrijke verdragen zijn het Verdrag van Maastricht (1992) en het Verdrag van Amsterdam (1998).

## Links naar externe bronnen
- Website van de Europese Unie
- Officiële website van de Europese Commissie
- Officiële website over de Europese Commissarissen (2019-2024)